# Шиш Московский
Шиш Московский — персонаж сказок, анекдотов и притч писателя Бориса Шергина, досаждающий богатым и защищающий бедных людей. Слово шиш на народном языке северян означает «бродяга».

## Главный герой
Шиш весел, хитёр, задирист и бесшабашен. Шиш постоянно путешествует и попадает в различные нелепые и смешные ситуации, подшучивает над жадными и злыми людьми, наказывает, наносит урон и увечья врагам, обманывает, ворует, но всегда выходит сухим из воды. В сказках, притчах и анекдотах о Шише встречаются непонятные слова, которые отсутствуют в современном русском языке. 
Сам автор сказок о Шише Борис Шергин описывает Шиша так: «Шиш отроду голой, у его двор полой, скота не было, и запирать некого. Изба большая, — на первом венце порог, на втором — потолок, окна и двери буравчиком провернуты. Сидеть в избе нельзя, да глядеть на ей гоже! Шиш в эдако окошечко глаз впялит да и любуется. Именья у Шиша — для штей деревянный горшок да с табаком свиной рожок. Были липовых два котла, да сгорели дотла».

## Список сказок о Шише
- Шиш Московский. Присказка
- Родилось чадушко старше бабушки
- Наш пострел везде поспел
- Доход не живет без хлопот
- Это вам не мука, а от Шиша наука
- Пожила барыня на свете, посмешила добрых людей
- На весь мир и солнышку не угреть
- Догадка не хуже разума
- Голь на выдумки хитра
- Шиш пошёл чёрных кобелей набело перемывать
- Дал Шишу потачку, дак и сам от него на карачках
- Пошло дело на лад, и царь ему не рад
- Глупому Авдею наколотили шею
- Приехал надзиратель не зван, уезжай не дран
- Какову чашу старичок другим наливал, такову и сам выпивал
- Про барскую совесть можно сказать повесть
- Кто смел, тот и съел, кто проворен, тот доволен
- Шишовы напасти
- Куричья слепота
- Шиш и трактирщица
- Шиш приходит учиться
- Шиш складывает рифмы
- Праздник Окатка
- Бочка
- Шти
- Тили-тили
- Шиш пошучивает у царя
- Шиш показывает барину нужду
- Шиш-сказочник
- Налетает и топор на сук, доставалось и Шишу на орехи
- За Шишовым языком не поспеешь босиком
- Мистер, ты чай устал на мне сидя?

## Воплощения

### В театре
- Спектакль в Московском государственном историко-этнографическом театре «Шиш московский», Скоморошья «эпопея» в 2-х частях[3].